# Endoxyla leucomochla
Espèce
Synonymes
- Xyleutes leucomochla Turner, 1915

Endoxyla leucomochla est une espèce de lépidoptères (papillons) endémique d'Australie, de la famille des Cossidae.

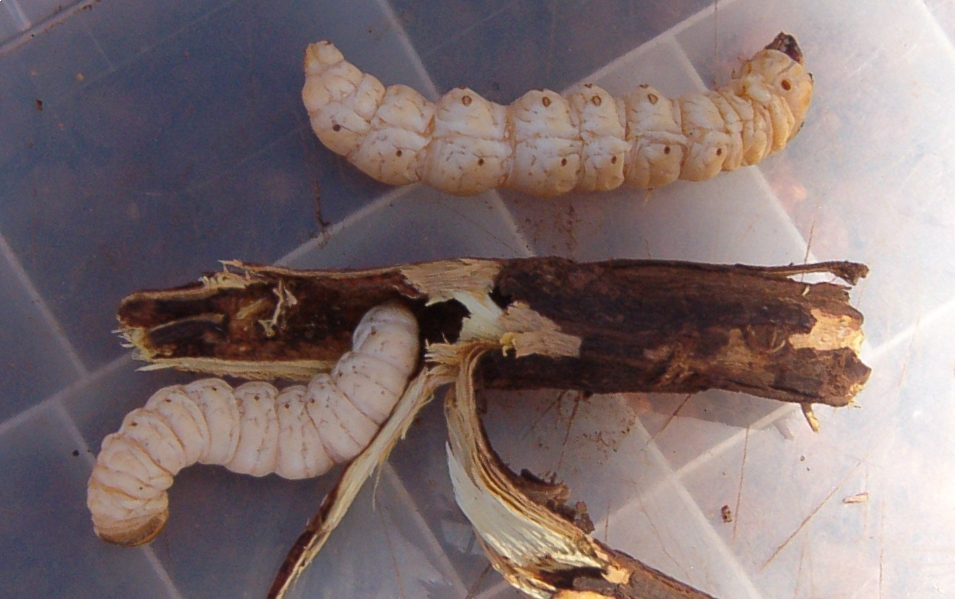
Larves du papillon.

Ses chenilles sont communément appelées « witchetty grubs » (larves du witchetty, witchetty étant un nom aborigène désignant une espèce d'acacia) par les Aborigènes qui les ont largement consommées.
Elles vivent dans des tunnels souterrains où elles se nourrissent de la sève des racines du witchetty (Acacia kempeana) et du cooba (Acacia ligulata). Elles atteignent une longueur d'environ 7 cm avant de se transformer en chrysalide à l'intérieur du souterrain.
Le papillon a une envergure d'environ 16 cm. Il a les pièces buccales dégénérées et est incapable de se nourrir.